# Кейт Слаттер
Кейт Слаттер (англ. Kate Slatter, 10 листопада 1971) — австралійська академічна веслувальниця.
Олімпійська чемпіонка 1996 року в складі розпашної двійки без стернової, срібна призерка 2000 року в складі розпашної двійки без стернової, учасниця 1992 року.
Чемпіонка світу 1995 року в складі розпашної двійки без стернової, бронзова призерка 1994 (розпашні четвірки без стернової), 1999 (розпашні двійки без стернової) років.
Срібна призерка Чемпіонату Співдружності 1994 року в складі розпашної четвірки без стернової та вісімки.